# Platymetopius chloroticus
Platymetopius chloroticus är en insektsart som beskrevs av Puton 1877. Platymetopius chloroticus ingår i släktet Platymetopius och familjen dvärgstritar. Inga underarter finns listade i Catalogue of Life.